# Angelo Corbo
Angelo Corbo (Palermo, 3 luglio 1965) è un poliziotto italiano, deputato alla scorta del giudice Giovanni Falcone, sopravvissuto alla Strage di Capaci. Ha ricostruito la strage mettendo in evidenza gli aspetti critici. Attualmente svolge opera di testimonianza come contributo ulteriore alla lotta alla mafia.

## Biografia
Nato nel 1965 nel quartiere Noce di Palermo, frequentò la scuola elementare "Edmondo De Amicis" e quindi la scuola media "Principessa Elena di Napoli". I suoi genitori, originari di Canicattì, temevano l'ambiente palermitano e tendevano ad isolarlo, ma al tempo stesso lo educarono a rigorosi valori morali e di legalità. Divenne agente di polizia nel 1987 e fu deputato a sorvegliare l'abitazione di Sergio Mattarella. Successivamente passò alla scorta di Giovanni Falcone. Dopo la strage di Capaci, ottenne il trasferimento alla polizia scientifica. In seguito prosegue la battaglia contro la mafia parlando ai ragazzi delle scuole.

## La strage di Capaci
Il 23 maggio 1992, essendo il più giovane degli uomini di scorta, si trovava nella Fiat Croma azzurra che seguiva il giudice, seduto dietro, incaricato di controllare  il lato posteriore. I tre uomini della sua auto riportarono gravi ferite, ma sopravvissero: con Angelo Corbo, c'erano Gaspare Cervello e Paolo Capuzza. Sopravvisse anche l'autista giudiziario Giuseppe Costanza, che si trovava seduto dietro, nella automobile guidata dal giudice Giovanni Falcone. Morirono i tre agenti Vito Schifani, Rocco Dicillo, ed Antonio Montinaro, oltre a Giovanni Falcone e alla moglie Francesca Morvillo. Angelo Corbo fu testimone di quanto avvenne quel giorno, poiché riuscì ad uscire subito dall'auto, benché ferito.

## Pubblicazioni
Angelo Corbo ha pubblicato, nel 2016, il libro Strage di Capaci. Paradossi, omissioni e altre dimenticanze.
Nell'opera egli analizza gli aspetti umani della strage, le emozioni di quel momento, e soprattutto apre una finestra sull'atteggiamento dello stato italiano verso le vittime, sviscerandone  alcuni aspetti critici. Descrive la vita quotidiana degli uomini che prestano servizio di scorta. Illustra anche le ragioni che lo hanno indotto ad entrare in polizia: nell'istituto superiore "Ettore Maiorana" subì gravi atti di bullismo, che lo costrinsero a marinare la scuola, e che si sommarono alle prepotenze già subite da bambino. Inoltre, fu scosso dal caso dell'omicidio di Claudio Domino, undicenne che conosceva bene.